# Bocanada
Bocanada es el segundo álbum de estudio solista del músico argentino Gustavo Cerati, el primero luego de la disolución del grupo musical Soda Stereo. Fue publicado el 28 de junio de 1999 a través del sello discográfico BMG Ariola. Cerati publicó su primer álbum solista Amor amarillo en 1993, en aquel entonces su banda Soda Stereo tenía varios problemas internos que terminaron concluyendo en su disolución y la salida de su último disco Sueño Stereo (1995). Cerati comenzó a trabajar en su segundo disco solista a pesar de que él mismo lo catalogaba como «primer disco solista», lo produjo y se caracteriza por sus influencias a la música electrónica.
Bocanada recibió elogios por la crítica especializada. David Cortés Arce describe el legado del álbum como «un álbum fundamental en la historia del rock iberoamericano, en general de todos los países de habla de hispana». Por su parte, el portal web AllMusic lo calificó con 4 1/2 estrellas de 5 posibles. También fue certificado como disco de platino por vender más de 60 mil copias en los primeros meses en Argentina.
La portada del disco fue realizada por la fotógrafa argentina Gaby Herbstein y diseñado por Alejandro Ros.

## Antecedentes
Durante las últimas etapas de Soda Stereo, donde los problemas dentro del grupo musical se hacían más evidentes, así como su inminente separación, Gustavo Cerati lanzó su primer álbum de estudio como solista, Amor amarillo (1993). Cerati lo describió como un álbum «muy impulsivo [pero], no premeditado». En el momento de su realización, Cerati expreso que con el lanzamiento del disco no estaba pensando en desarrollar una carrera como solista. Cerati dijo que todos los álbumes y lanzamientos en solitario antes de Bocanada, los hizo meramente por «placer» pensando en que con Soda Stereo ya estaba generando su carrera.
A pesar de ello, durante la producción del álbum, Cerati empezó a guardar ideas para Bocanada, describiendo a una de sus canciones, «Pulsar», como «el punto de partida de Bocanada». Tras su separación y su breve gira, El ultimo concierto en 1997, Cerati comenzó a idear su carrera como solista, realizando álbumes no solo por el mero placer, nombrando a Bocanada como su «primer disco solista».

## Composición
En Bocanada, Cerati hace un giro hacia la música electrónica, siendo la mayor parte del sonido trip hop, downtempo y neopsicodelia. En línea con otros referentes del género como Massive Attack o Portishead, muchas de las canciones usan uno o más samples de diversos artistas. A pesar del sonido electrónico general, el sencillo más reconocible del álbum, «Puente», es de las pocas canciones que ignoran la música electrónica como base, teniendo un sonido de pop rock más convencional. Cerca de la separación de Soda Stereo, Cerati ya había compuesto canciones con sonidos electrónicos y mediante computadoras, de la cual parte de ellos se quedaron en este álbum. El álbum fue hecho mayormente en un Akai MPC, la cual fue indispensable para la labor del sampleo y la composición. También estas muestras se pasaron a un Midi Mutator y consideró estos nuevos elementos computarizados tan importantes en la producción como la guitarra. Fue usado también el software Pro Tools. Cerati comento al respecto:

Este disco implica un mayor entendimiento con la computadora. Pude sacarle más el jugo. Hasta Amor Amarillo estuve trabajando sin computadora.
Pero cuando me compré la Macintosh empecé a investigar, y ya en Sueño Stereo hay muchas programaciones que están hechas dentro de la máquina. En ese disco estaba la idea de «todo lo metemos en la computadora»; es algo natural cuando te enfrentás a un sistema y decís: «¡Qué cantidad de posibilidades increíbles!». Sin embargo, también noté que esa cantidad de posibilidades te complican cuando hay que tomar una decisión. ¿Qué es lo más creativo? Elegir un par de cosas y con eso desarrollar una idea.

| «Hay como un sistema público que se genera en base a cuando un líder de una banda o lo que sea, un integrante de una banda, se termina esa banda y necesita desesperadamente, aparentemente producir su propio material, para olvidar… Y es un poco como en una relación, ¿no? Soda Stereo para mí también significaba una relación, te diría como de pareja.» —Gustavo Cerati |

Hay algunas canciones instrumentales que originalmente iban a formar parte de un supuesto lado B instrumental del álbum de estudio Sueño Stereo de Soda Stereo. De las sesiones de este disco salió «FunkFarron», que terminó como parte del proyecto Roken. Bocanada apertura con «Tabú» introduciendo sonidos principalmente electrónicos aunque con elementos tomados del género jazz, acompañados de un kit de batería, bajo y una guitarra eléctrica. De acuerdo con la partitura publicada en J.J.C Ediciones Musicales, la canción está ambientada en un compás de 6
8 con un tempo de 79 latidos por minuto. Está compuesta en la tonalidad de Mi bemol menor. La obra muestrea «Waltz for Lumumba» de la banda británica The Spencer Davis Group; según Cerati, la composición comenzó repitiendo el sample, después exportándolo digitalmente y sobre eso empezó a tocar la guitarra; también añadió a lo anterior: «Así, se produjo una melodía. Probablemente en su primer esbozo era todo igual, después fui empezando a producir los estribillos o las cadencias, fui ubicando cosas encima». La revista Rolling Stone elogio la composición, describiéndola como un «arranque a puro groove que descolocaba a los seguidores de Soda y exhibía citas explícitas» y añadió que su estilo era «épico y cinematográfico, Cerati inaugura su etapa crooner cargado de sensualidad y misterio». Fue lanzado un video musical dirigido por Stanley en el año 2000, siendo el tercer video lanzado para la promoción del álbum. También fue lanzado en su sitio web oficial una versión en vivo grabada en el Teatro Gran Rex bajo la dirección de Gerardo Sáez.
«Engaña» fue conceptualizada sobre la paranoia luego de una relación fallida, notando que la distorsión luego de los coros se trata de su voz cantando sobre los micrófonos de la guitarra y los cambios erráticos en letras fueron una influencia de Portishead, como también comparándolo con «Hoy ya no soy yo» de Colores santos. El arpegio de guitarra inicial fue un sample de «Circle of Love» por Steve Miller Band, que fue acelerado por Cerati y añadiendo una pieza nueva para mantener la línea hipnótica de la canción.
«Bocanada», la canción homónima, fue armada sobre un sample de «Eruption» por la banda de rock progresiva Focus, y siguiendo la línea crooner previa de «Tabú», Cerati lo asemejaba a las interpretaciones del británico Scott Walker. Sobre el último minuto de la canción con grabaciones de campo, describe «hay una idea Carmen Miranda. Termina con frutas. Los tres primeros temas forman un disco dentro del disco». En retrospectiva, Leo García considera que algunas letras retratan las primeras grietas en la relación amorosa de Cerati con Cecilia Amenábar, además de también notar que «el concepto sobre una relación que se está terminando» fue tomado del álbum Around the House de Matthew Herbert. Las letras fueron coescritas por Pablo Chaijale, alter ego del periodista Pablo Schanton, quien recuerda haber sido presentado la demo inicial por Cerati, con el loop de «Eruption» bajo una base improvisada de trip hop.
«Puente» contiene un sample de «4:35 in the Morning» de Saint Etienne. Fue descrita por Leo García como la «canción bisagra» y que mejor representa el concepto del álbum. Por su parte, Cerati la denota como la canción más pop del material: «un poquito grandiosa, muy comprimida y en el fondo armada sobre una guitarra criolla»; pero contrastada con influencias británicas como Massive Attack en el sonido del bajo. Rolling Stone lo describe como «una construcción de art-pop para las masas» y su propio «God Only Knows». En el primer verso, hay una referencia al poema Razones para morir del mexicano Octavio Paz.
«Río Babel» contiene un sample de «Momma» de Electric Light Orchestra, tomando de la canción el sonido del violín y parte del arpegio de guitarra, mientras que Cerati añadió percusiones y bajo. Al ahondar sobre los aspectos sonoros, Cerati expresaba: “Ritmo de funk. Con Soda Stereo, más allá de los demos y de mis instrucciones, no habíamos podido desarrollar lo rítmico. Un tema con base hip hop que se mueve”. El título definitivo fue idea de su hijo, Benito.
«Beautiful» contiene inspiraciones en la música soul como Marvin Gaye. Líricamente, Cerati expresaba: “Esta es una canción sobre lo feliz que se puede ser durante el proceso de composición. Decir «I am beautiful» puede sonar medio engreído, pero yo me siento así haciendo música”. Tweety González terminó aportando teclados en la canción, luego de ser invitado por Cerati a conocer su estudio Casa Submarina. La frase «mereces lo que sueñas» fue tomado de otro escrito de Octavio Paz, Hacia el poema.
«Perdonar es divino» fue mencionada por Cerati como «probablemente es la que más me guste», lo asemeja a Signos, mientras contiene una mayor influencia trip hop y una musicalización más melancólica. Comparte créditos de composición con Flavio Etcheto, quién aporta coros y loops. Sobre la letra, lo resume a la falta de comunicación, describiendo a la letra «A mí me es fácil olvidar» como parte de la idiosincrasia argentina. Durante una aparición suya en el programa chileno Plaza Italia, la cantante Nicole estuvo preguntando sobre el estado de ánimo del cantante en algunas canciones, con Cerati respondiendo: «La verdad es que sería bastante terrible que todo lo que escribo hable de mí».
«Verbo carne» originalmente fue orquestada y grabada con máquinas, siendo posteriormente instrumentalizada en los estudios Abbey Road con arreglos de una filarmónica. Rememorando su intento fallido en «Ahora es nunca» de Amor amarillo, donde describe “había hecho un par de amagues para orquestar a lo grande y arrugué”, para los arreglos de esta canción hay 48 músicos tocando. El resultado final fue tan satisfactorio para Cerati, que en la entrevista con Página/12 describe su interés por realizar un álbum completamente orquestal, sentando las bases para 11 episodios sinfónicos.

«Raíz» contiene un fragmento de la canción «Del aire al aire» del álbum Alturas de Machu Picchu de la banda chilena Los Jaivas (imagen)

«Raíz» introduce elementos de la música folclórica con sonidos electrónicos. El riff de guitarra acústica es un sample de la canción «Hyperactive!» del artista inglés Thomas Dolby; la parte donde se usa el siku es un sample de «Del aire al aire» de la banda chilena Los Jaivas, Cerati pidió permiso a la banda para poder usar el extracto y le «dieron el permiso, y fueron fantásticos, y ahí está también»; e introduce finalmente samples de «Poor Skeleton Steps Out» de la banda británica XTC; así como «September 13» de Deodato. Según la partitura de J.J.C Ediciones Musicales, la canción está ambientada en un compás de 4
4 con un tempo rápido de 100 latidos por minuto. Está compuesta en la tonalidad de Fa menor.
La letra de la canción está basada en la experiencia de Cerati probando la Ayahuasca en un viaje a la selva; originalmente la pista se llamaría «Yage». Debido a unas semejanzas con «Cuando pase el temblor», también estuvo considerando nombrarlo «El Temblor 2», aunque notando que sus diferencias radicaban en el género, El temblor más cerca del reggae y Raíz con sus toques de lambada. La exploración lo conectó con los árboles y la naturaleza, dicho por el mismo; de ello se puede rescatar en la lírica frases como: «Qué otra cosa es un árbol/más que libertad», frase que abre al siguiente coro: «Nuestro amor nunca podrán sacarlo de raíz».
«Y si el humo está en foco...» es un instrumental más pulsante, con Cerati expresando: “[es] el tema electrónico del disco, con estructura de canción. Está hecho casi íntegramente con una computadora”. De manera retrospectiva, la fotógrafa Gaby Herbstein menciona que para la sesión de fotografías, Cerati estaba fumando y las tomas salían desenfocadas, a lo que este le sugirió “¿y si el humo está en foco?”. Herbstein comenta haber quedado sorprendida con que esa frase terminara apareciendo en la lista de canciones. Desde el año 2000, parte de la canción ha sido utilizado como «cortinilla» para la radio chilena FM Dos.
«Paseo inmoral» fue descrito como su regreso al “rock donde me despaché con guitarras a lo loco”, combinando elementos de glam, tecno y rock. Francisco Bochatón de la banda Peligrosos Gorriones contiene un crédito de composición, rememorando que Cerati había trabajado en su primer álbum solista y al momento de realizar Bocanada, este le entrega a Bochatón el demo, expresando: “Empezamos a ver qué quería decir, por dónde quería ir, si era un tema espiritual o metafísico. Es una letra que hice en muy poco tiempo”. En un artículo retrospectivo de 2019, Tweety González considera que Cerati estaba haciendo un tributo a otro de sus héroes musicales, David Bowie.
«Aquí y ahora» fue considerado por Cerati como “el tema más peculiar del disco”, considerándolo como uno solo a pesar de haber sido dividido en dos partes. La duración de la primera parte fue deliberada, surgiendo de la idea formulada por un científico de que el universo fue creado en tres minutos; mientras que la segunda parte fue descrita como la «poscreación», con una mayor base electrónica. En cuanto a las líricas, Cerati expresaba: “tiene mucha cita a Borges en la letra, así como Tabú tiene mucho de Quiroga”. En particular, cita textualmente un fragmento del cuento El jardín de senderos que se bifurcan (1941) y del poema Montevideo (1921).
«Alma» contiene las voces de Cerati en segundo plano, compartiendo nuevamente los créditos de composición con Etcheto, este destaca la interpretación de Cerati en ambas composiciones como «bellas», con una impronta muy marcada y estando conforme con cumplir sus expectativas. Por su parte, Cerati la describió de forma escueta, notando: “Canción beata y del espacio. Huele a jardín pero no está hecha con elementos orgánicos”.
Sobre «Balsa», su título fue un homenaje de Cerati a la canción «La balsa», pionera del rock nacional. Al explicar la musicalización más amena, Cerati concluye con “es un instrumental para cerrar; [...] para apagar la luz y cerrar los ojos. Después de este disco, se puede esperar cualquier cosa”.

## Lista de canciones
Todas las canciones escritas y compuestas por Gustavo Cerati, excepto donde se indique. 
| Bocanada |                                            |                            |          |  |
| N.º      | Título                                     | Escritor(es)               | Duración |  |
| 1.       | «Tabú»                                     |                            | 4:47     |  |
| 2.       | «Engaña»                                   |                            | 4:12     |  |
| 3.       | «Bocanada»                                 | Cerati, Pablo Chaijale     | 4:07     |  |
| 4.       | «Puente»                                   |                            | 4:33     |  |
| 5.       | «Río Babel»                                |                            | 4:44     |  |
| 6.       | «Beautiful»                                |                            | 6:13     |  |
| 7.       | «Perdonar es divino»                       | Cerati, Flavio Etcheto     | 5:19     |  |
| 8.       | «Verbo Carne»                              |                            | 4:42     |  |
| 9.       | «Raíz»                                     |                            | 4:04     |  |
| 10.      | «Y si el humo está en foco...»             |                            | 4:56     |  |
| 11.      | «Paseo inmoral»                            | Cerati, Francisco Bochatón | 5:31     |  |
| 12.      | «Aquí & ahora (Los primeros tres minutos)» |                            | 3:54     |  |
| 13.      | «Aquí & ahora (Y después)»                 |                            | 2:38     |  |
| 14.      | «Alma»                                     | Cerati, Etcheto            | 4:38     |  |
| 15.      | «Balsa»                                    |                            | 5:05     |  |
| 69:23    |                                            |                            |          |  |

Notas
- En las notas de álbum del CD original, «Bocanada», «Raíz» y «Balsa» eran las únicas canciones en donde se especifican parte de los samples utilizados.
- «Verbo carne» es interpretada junto a The London Session Orchestra, dirigida por Gavyn Wright, grabada en los Estudios Abbey Road, Londres.

 Samples 
- «Tabú» contiene samples de «Waltz for Lumumba» (1967) de The Spencer Davis Group y «Lost My Mind» (1995) de Matthew Sweet.
- «Engaña» contiene samples de «Circle of Love» (1981) de Steve Miller Band y «The Adventurer» (1972) de John Barry.
- «Bocanada» contiene samples de «Eruption» (1971) de Focus y del cortometraje Desi Arnaz and His Orchestra (1946).
- «Puente» contiene un sample de «4:35 in the Morning (Kid Loco Mixes)» (1998) de Saint Etienne.
- «Río Babel» contiene un sample de «Momma» (1973) de Electric Light Orchestra.
- «Beautiful» contiene samples de «Nummer» (1992) de Polestar Magnetics, «God Make Me Funky» (1975) de The Headhunters y «Prelude to Afternoon of a Faun» (1973), interpretado por Deodato.
- «Perdonar es divino» contiene un sample de «Explore» (1997) de Porter Ricks.
- «Verbo carne» contiene un sample de «Feel» (1992) de The Verve.
- «Raíz» contiene samples de «Hyperactive!» (1984) de Thomas Dolby, «Poor Skeleton Steps Out» (1989) de XTC, «Del Aire al Aire» (1981) de Los Jaivas, «Iter» (1996) de Mark Snow y «September 13» (1973) de Deodato.
- «Y si el humo está en foco...» contiene un sample de «My Beautiful Blue Sky» (1993) de Moby.
- «Paseo inmoral» contiene samples de «Sailing on the Seven Seas» (1991) de Orchestral Manoeuvres in the Dark y «Rock and Roll Part 2» (1972) de Gary Glitter.
- «Aquí & ahora (Los primeros tres minutos)» contiene un sample de «Glorious» (1990) de The Breeders.
- «Balsa» contiene un sample de «It's Now or Never» (1960), interpretado por Elvis Presley.

## Créditos
| - Gustavo Cerati - voz, guitarras, samples, sintetizadores, teclados, MPC3000, bajo, theremín en «Beautiful», efectos, instrumentos adicionales, mezclas, productor Músicos adicionales - Flavio Etcheto – sampler en todas las canciones excepto «Raíz» y «Verbo carne» - Leo García – sampler, voz de apoyo en «Engaña», «Puente» y «Aquí y ahora» - Martín Carrizo – batería - Fernando Nalé – bajo en «Beautiful», «Puente», «Paseo Inmoral» - Rudie Martínez – scratches y sample en «Bocanada» - Tweety González – teclados y órgano en «Beautiful» - Alejandro Terán – arreglos en «Verbo carne» The London Session Orchestra - Gavyn Wright – director de orquesta - Peter Cobbin – ingeniero - Joel Gregg – asistencia | Producción - Eduardo Bergallo – ingeniero, mezcla - MacKinlay – Segundo Ingeniero - Eduardo Iencenella – asistencia - Clive Goddard – mezcla - Barry Woodward – editor en The Townhouse (Londres) - Bunt Stafford-Clark – masterización de grabación en The Townhouse (Londres) - Gaby Herbstein – fotografía - Oscar (Roho) – peinados - Sofía Temperley – Photoshop - Eduardo Ros – dirección de diseño |

Grabado en Casa Submarina, Buenos Aires. La orquesta sinfónica fue grabada en los Estudios Abbey Road (Londres)

## Certificaciones
| País (Certificador) | Certificación | Ventas certificadas |
| --- | ------------- | ------------------- |
| Estados Unidos (RIAA) | Oro (Latin)   | 30 000^             |
| México (AMPROFON) | Oro           | 75 000^             |
| ^cifras de envíos basadas únicamente en la certificación xcifras no especificadas basadas únicamente en la certificación |               |                     |